# Chris Geletneky
Chris Geletneky (* 1972 in Bad Pyrmont) ist ein deutscher Drehbuchautor, Comedian und Musiker. Er lebt und arbeitet aktuell in Köln.
Geletneky schrieb unter anderem Sketche für Anke Engelkes Serien Ladykracher und Ladyland. Für Bastian Pastewka schrieb er bis zur 7. Staffel die Comedy-Serie Pastewka. Geletneky produzierte zudem Anke Late Night, war Autor der Freitag Nacht News und der RTL-Comedyserie Kinder, Kinder.
Von 2007 bis 2014 war er stellvertretender Geschäftsführer der Firma Brainpool. Er arbeitet aktuell bei HPR Bild & Ton. 
Er hatte Gastauftritte als Schauspieler im Film Vollidiot und in Freitag Nacht News. In der Kölner Band De Imis spielte er Gitarre an der Seite von Carolin Kebekus, Marc Löb, Lukas Schlattmann und Florian Bungardt. Seit 2018 ist er Gitarrist der Band Beer Bitches.

## Publikationen
- Midlife-Cowboy, Roman, Lübbe-Verlag, Köln 2016, ISBN 978-3-431-03955-9.

## Filmografie
- 1999: Freitag Nacht News
- 2002: Ladykracher
- 2005: Pastewka
- 2006: Ladyland
- 2007: Kinder, Kinder
- 2007: Fröhliche Weihnachten
- 2012: Fröhlicher Frühling
- 2015: Sketch History
- 2015: Einmal Hallig und zurück (Fernsehfilm)
- 2022: Die Geschichte der Menschheit – leicht gekürzt
- 2023: Wir sind die Meiers (Fernsehserie)